# Siler cupreus
Siler cupreus là một loài nhện trong họ Salticidae.
Loài này thuộc chi Siler. Siler cupreus được Eugène Simon miêu tả năm 1889.

## Hình ảnh

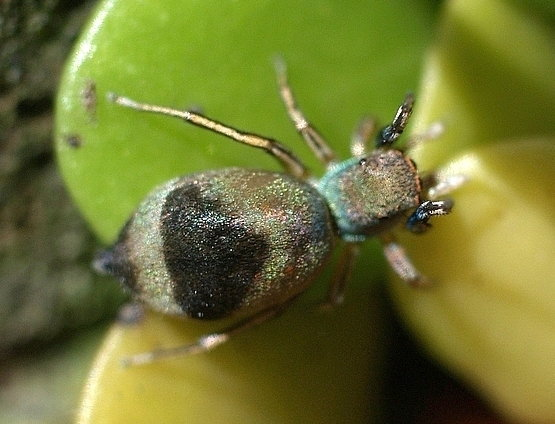
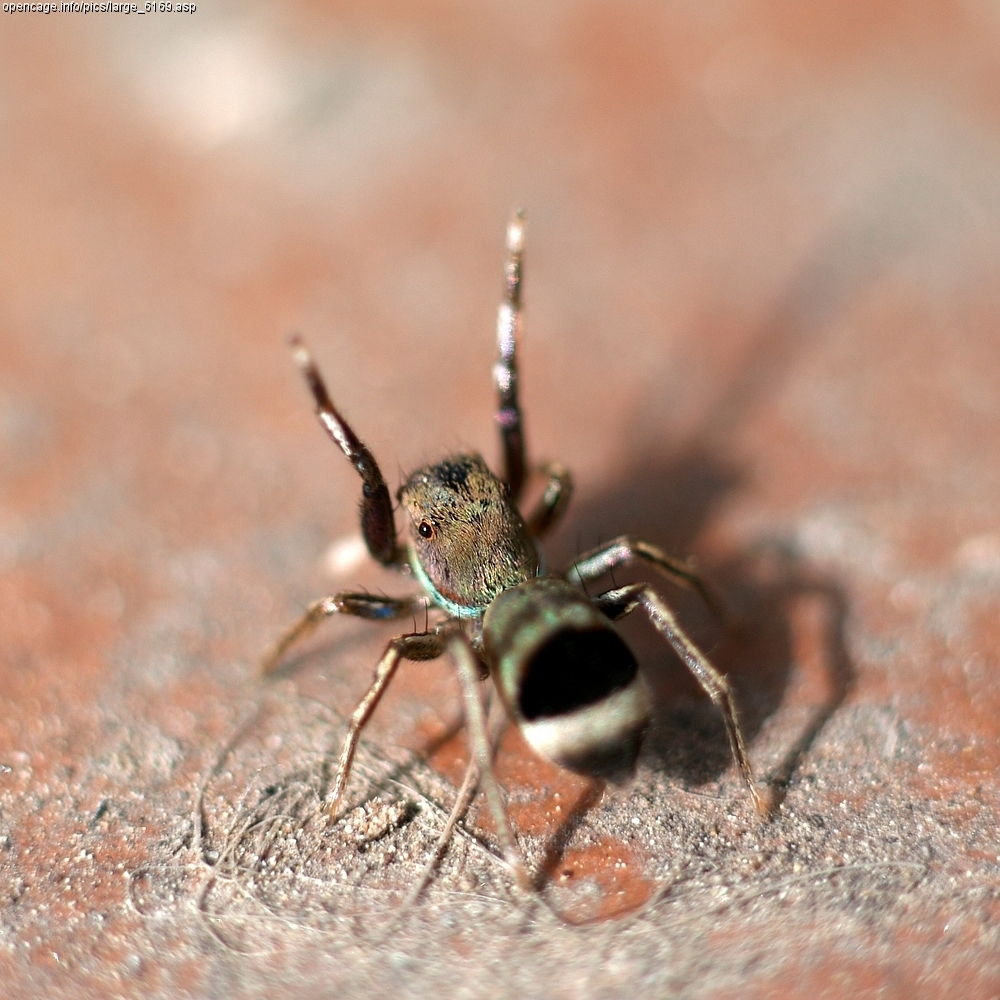
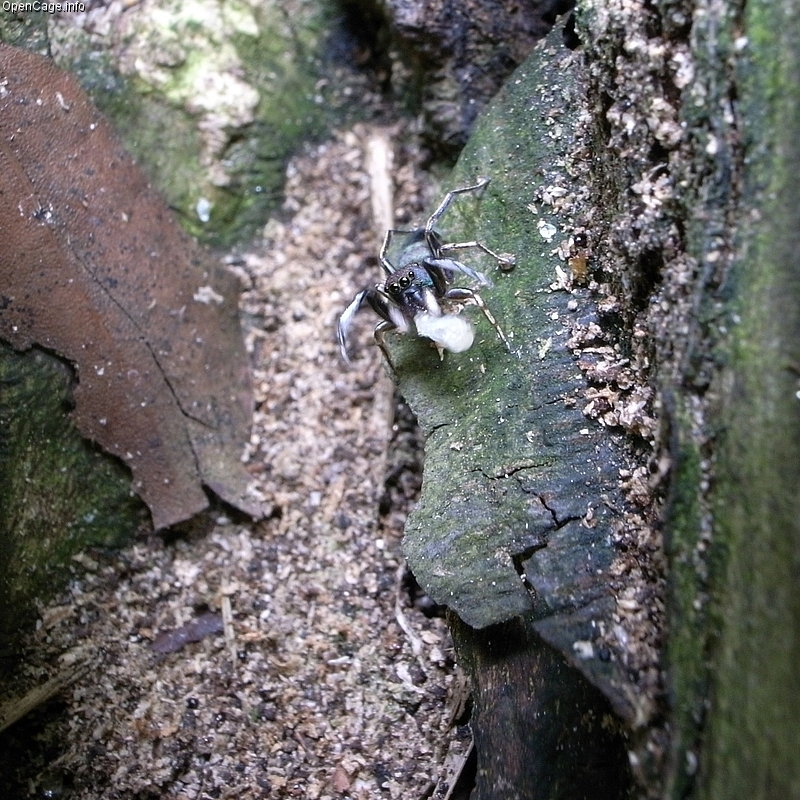
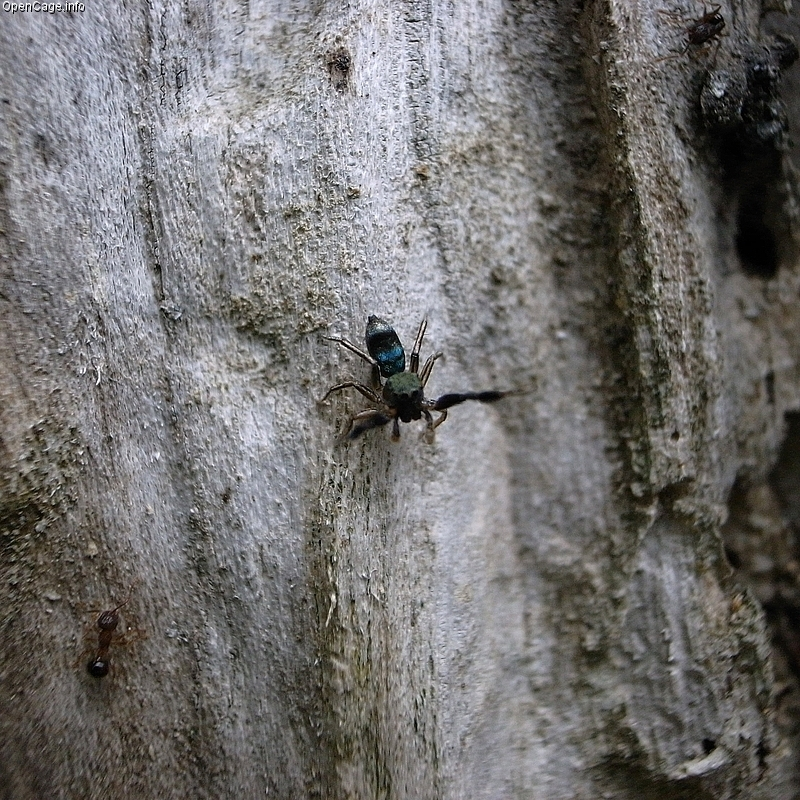